# Kaiba
Kaiba (カイバ) est une série animée japonaise de science-fiction créée en 2008 par le studio Madhouse et réalisé par Masaaki Yuasa.
Son histoire tourne autour d'un personnage énigmatique nommé Warp, et se déroule dans un monde où le changement de corps, le trafic de souvenirs, sont possibles. Kaiba a été récompensé lors du 12e Japan Media Arts Festival en 2008, dans la catégorie Animation et remporta ainsi le prix de l'excellence.

## Synopsis
Dans l'univers de Kaiba, les souvenirs peuvent être stockés sous forme d'informations via une puce mémoire ; lorsque des individus meurent, leur esprit continue de vivre. Cette numérisation des informations mentales permet le transfert de son esprit vers le corps de quelqu'un d'autre, le vol et la manipulation des souvenirs des autres sont devenus la norme. La société est largement divisée en deux classes. Dans le ciel, il y a des orages électriques, qu'on ne peut traverser sans perdre la mémoire. Au-dessus d'eux se trouve le royaume des riches et des puissants, qui troquent les corps et les souvenirs des autres pour leur propre plaisir et leur propre longévité. Sous les nuages se trouve un monde troublé et dangereux où les bons corps sont difficiles à trouver et l'argent réel est rare. La série commence avec un homme nommé Kaiba (Warp) alors qu'il se réveille dans une pièce en ruine. Il n'a aucun souvenir, mais il a un trou dans la poitrine, une marque triangulaire sur le ventre et un pendentif avec une photo d'une fille inconnue à l'intérieur. Après avoir été attaqué, Kaiba s'échappe et, à travers ses voyages, retrouve ses souvenirs. Pendant ce temps, la femme du pendentif se débat avec ses propres convictions et son passé, qui peuvent être liés aux origines de Kaiba.

## Personnages
Kaiba (カイバ, Kaiba) ou Warp (ワープ, Wāpu)
- Seiyū : Houko Kuwashima

Le personnage principal de l'animé, qui ne parle pas beaucoup. Kaiba a un trou au milieu de sa poitrine et un tatouage de trois cercles formant un triangle sur son ventre. Au début de la série, il n'a aucune mémoire à laquelle il peut avoir accès.
Son vrai nom est Warp et il est en réalité le Prince des souvenirs. Il est un fugitif recherché et voyage sans souvenir d'un corps à un autre. Dès sa première apparition dans la série, on le voit dans son propre corps initial et lors d'un épisode suivant afin d'échapper à la sécurité quand il était à bord d'un vaisseau clandestinement, il transmet ses souvenirs dans une peluche ressemblant à une espèce d'hippopotame humanoïde blanc. Ensuite, il emprunta en quelque sorte le corps d'une fille qui s'appelle Chroniko.
Neiro (ネイロ, Neiro)
- Seiyū : Mamiko Noto

Une fille qui partage une relation inconnue avec Kaiba. On sait très peu de choses sur elle, bien qu'elle soit actuellement sous la garde de Popo et un marchand de souvenirs.
Popo (ポポ, Popo)
- Seiyū : Romi Park

Popo est le premier à rencontrer Kaiba après son réveil. Il lui explique la nature du monde dans lequel il vit, et  que sa vie est en danger. Après l'avoir nommé Warp, Popo le fait monter clandestinement à bord du Neuron, un vaisseau de marchandise, tout en créant une diversion pour lui permettre d'échapper à Mantle qui cherche à récupérer le corps de Kaiba.
Vanilla (バニラ, Banira)
- Seiyū : Hisao Egawa

Il s'agit du gardien du vaisseau au bord duquel s'infiltre Kaiba. Il adore imposer son autorité, tout en acceptant des pots-de-vin et en n'hésitant pas à voler des puces de mémoires. Il tombe amoureux du corps de Chroniko, qui possède les souvenirs de Kaiba, et va ainsi le suivre tout au long de son voyages afin de s'assurer de sa sécurité.
Kaba (カバ, Kaba)
Un corps ressemblant à un hippopotame en peluche. Kaiba l'utilise pour monter à bord du Neuron. Ce corps est incapable de parler ou de faire la moindre expression faciale. Après avoir récupéré le corps de Chroniko, Kaiba continuera de l'utiliser pour éviter de se faire harceler par Vanilla.
Chroniko (クロニコ, Kuroniko)
Une jeune fille que Kaiba rencontre lors d'une escale du Neuron. Elle décide de vendre son corps afin que l'argent récolté puisse aider sa famille, et que celle-ci devienne suffisamment riche pour lui racheter un corps. Cependant, elle est tuée par un médecin corrompu qui laisse s'échapper son esprit plutôt que de le placer dans une puce. Hyo-Hyo place l'esprit de Kaiba dans son corps avant qu'il ne soit vendu afin de lui éviter de se faire capturer.

## Univers
Puces de mémoire
L'un des facteurs les plus déterminants dans l'univers de Kaiba est la capacité de stocker les souvenirs d'une personne, de les préserver après la mort et de leur permettre de changer de corps si nécessaire. Tout le monde n'opte pas pour le changement, mais beaucoup le font s'ils en ont les moyens. Bien que cela offre un grand avantage et une grande commodité, tout en prolongeant essentiellement leur vie, cela peut également rendre une personne extrêmement vulnérable, car sa puce peut être retirée, la mettant à la merci de son agresseur. Les puces mémoire sont de petits cônes métalliques qui s'insèrent dans le haut de la tête. Avec un peu d'aide, il est facile de changer de corps à volonté. Il est également possible de modifier, copier et échanger des souvenirs sur le marché libre ou dans une clinique à des fins bonnes ou néfastes.
Pistolets de sablage
Le type d'arme le plus courant dans la série, ces pistolets dorés et métalliques sont presque omniprésents. Ils ont la forme d'un globe avec une arête sur le dessus et présentent une extrémité pointue avec une poignée sur le côté opposé. Ils semblent être lourds, et un personnage en mouvement ou en brandissant un crée un son distinctif de traînée de fonte ou de laiton. Ces armes varient en taille, de la main à la très grande, enroulant autour du corps et portées de la même manière qu'un grand tambour de fanfare. Ces armes ont une puissance dévastatrice et sont capables d'exploser une personne en sang (qui apparaît en vert) en un seul coup. Ils détruisent la plupart des objets à l'exception des puces mémoire et des œufs mémoire.
Lecteurs de mémoire
Ces appareils verts de forme irrégulière peuvent être utilisés non seulement pour lire les souvenirs d'une personne vivante, mais aussi pour se promener physiquement à l'intérieur de la bulle de mémoire de la personne et explorer son esprit. Les souvenirs ressemblent généralement à des livres, bien que le style varie considérablement en fonction de la personne. Il est également montré que la pièce dans laquelle se trouvent les souvenirs reste la même, peu importe qui se trouve dans le corps ;  changer la personne utilisant le corps change simplement tous les souvenirs à l'intérieur. Les appareils peuvent également copier les souvenirs d'une personne vivante et les lire plus tard, comme si la personne était toujours là. En tant que fonctions secondaires et tertiaires, ils sont également capables de geler leur cible sur une distance limitée, ainsi que d'effacer complètement les souvenirs, tuant efficacement la cible.
Réservoirs de mémoire
Lorsqu'une personne (ou son corps) meurt, si elle n'a pas de puce mémoire, ses souvenirs sont libérés sous forme de petits « œufs de mémoire » jaune-orange qui flottent dans l'atmosphère, créant de vastes rivières de souvenirs de personnes décédées dans l'espace. Sur certaines planètes, ces souvenirs sont collectés dans d'énormes réservoirs de mémoire jaunes comme des montgolfières ancrées, dont le contenu peut ensuite être recherché et visualisé.
Corps artificiels
De nombreux corps artificiels sont montrés tout au long de la série (notamment Kaba, le corps d'hippopotame), bien qu'ils semblent être de qualité inférieure aux corps naturels. Les technologies avancées de clonage et de fabrication biologique sont également très bien développées.

## Anime
La série a été diffusée à un rythme hebdomadaire sur le petit écran à partir du 10 avril 2008 jusqu'au 24 juillet 2008 sur la chaîne WOWOW. Le label japonais VAP, qui labellise aussi bien des artistes musicaux que des séries télévisées, a commercialisé dès le 25 juin 2008 le premier DVD contenant seulement les 2 premiers épisodes avec en prime la bande originale éponyme,. Le second DVD avec 5 épisodes du 3 au 7 sort le 27 août 2008 puis le troisième contenant les épisodes restants du 8 au 12e fut en vente le 22 octobre 2008.
Le titre « Kaiba » fait référence à l'organe « Hippocampe » impliqué dans la mémoire du cerveau.

### Liste des épisodes
| No | Titre                          | Titre original                               | Date de 1re diffusion |
| -- | ------------------------------ | -------------------------------------------- | --------------------- |
| 1  | Your Name is Warp              | 名はワープ Na wa Wāpu                        | 10 avril 2008         |
| 2  | Stowaway                       | 密航 Mikkou                                  | 17 avril 2008         |
| 3  | Chroniko's Boots               | クロニコのながぐつ Kuroniko no Nagagutsu     | 24 avril 2008         |
| 4  | The Room of Grandma's Memories | ばあさんの記憶の部屋 Baasan no Kioku no Heya | 1er mai 2008          |
| 5  | Abipa, the Promised Planet     | 憧れの星アビパ Akogare no Hoshi Abipa        | 8 mai 2008            |
| 6  | The Muscled Woman              | 筋肉質な女 Kinnikushitsu na Onna             | 15 mai 2008           |
| 7  | A Forgettable Man              | 記憶に残らない男 Kioku ni Nokora nai Otoko   | 22 mai 2008           |
| 8  | False Face                     | 化けの皮 Bakenokawa                          | 12 juin 2008          |
| 9  | Kill Warp!                     | ワープを討て！ Wāpu wo Ute!                  | 19 juin 2008          |
| 10 | Kaiba                          | カイバ Kaiba                                 | 10 juillet 2008       |
| 11 | Spinning Fans                  | まわるファン Mawaru Fan                      | 17 juillet 2008       |
| 12 | Everyone in the Clouds         | みんな雲の中 Minna Kumo no Naka              | 24 juillet 2008       |

## Musique
La bande-son a été intégralement composée et arrangée par Kiyoshi Yoshida à l'aide d'un synthétiseur comme instrument et les génériques ont été interprétés en anglais par la chanteuse de pop japonaise Kagami Seira créditée sous le nom de scène Seira. La bande sonore de l'anime est vendue avec le premier DVD, fourni dans le même boîtier.
| No  | Titre                              | Auteur                         | Chant principal        | Durée |
| --- | ---------------------------------- | ------------------------------ | ---------------------- | ----- |
| 1.  | Never (tv size -KAIBA mix-)        | Takashi Yamaguchi              | Kagami Seira           | 1:34  |
| 2.  | Initialize Me                      | Kiyoshi Yoshida                |                        | 1:39  |
| 3.  | Baby's Noise                       | Kiyoshi Yoshida                |                        | 1:47  |
| 4.  | Night Sound                        | Kiyoshi Yoshida                |                        | 1:24  |
| 5.  | Dark Nebula                        | Kiyoshi Yoshida                |                        | 2:09  |
| 6.  | Planet (laughing version)          | Kiyoshi Yoshida                |                        | 1:39  |
| 7.  | Planet                             | Kiyoshi Yoshida                |                        | 1:43  |
| 8.  | Planet (enjoying version)          | Kiyoshi Yoshida                |                        | 1:38  |
| 9.  | Planet (blueing version)           | Kiyoshi Yoshida                |                        | 1:48  |
| 10. | Planet (lonely version)            | Kiyoshi Yoshida                |                        | 1:14  |
| 11. | Gray in Calculation                | Kiyoshi Yoshida                |                        | 1:34  |
| 12. | Chase to It!                       | Kiyoshi Yoshida                |                        | 1:36  |
| 13. | Catch It up!                       | Kiyoshi Yoshida                |                        | 1:45  |
| 14. | Think It over!                     | Kiyoshi Yoshida                |                        | 1:59  |
| 15. | Pink Algorithm                     | Kiyoshi Yoshida                |                        | 1:31  |
| 16. | Crazy in Love                      | Kiyoshi Yoshida                |                        | 1:44  |
| 17. | Crazy in Love (light version)      | Kiyoshi Yoshida                |                        | 1:34  |
| 18. | Memories                           | Kiyoshi Yoshida                |                        | 1:53  |
| 19. | Twinkling Photon                   | Kiyoshi Yoshida                |                        | 2:34  |
| 20. | Nightmare                          | Kiyoshi Yoshida                |                        | 2:07  |
| 21. | The Tree Song (scat)               | Kiyoshi Yoshida                |                        | 1:54  |
| 22. | The Tree Song (a capella)          | Kiyoshi Yoshida                |                        | 1:40  |
| 23. | The Tree Song                      | Kiyoshi Yoshida                | Minako Obata aka mooki | 3:32  |
| 24. | The grand soul flits freely        | Kiyoshi Yoshida, Takafumi Wada |                        | 2:54  |
| 25. | Hello, Goodbye, My memory          | Kiyoshi Yoshida, Takafumi Wada |                        | 2:46  |
| 26. | Carry Me Away (tv size-KAIBA mix-) | Maiko of M.Y                   | Kagami Seira           | 1:31  |

## Accueil
La série animée a reçu le prix de l'excellence dans la catégorie animation au 12e Japan Media Arts Festival en 2008,.
Aiden Foote de THEM Anime Reviews a attribué à la série 4 étoiles sur 5. Aiden a félicité la série animée pour son animation et ses visuels exceptionnels. "Visuellement, Kaiba excite. C'est, cependant, certainement doux pour l'œil et le style artistique laisse les animateurs ouverts pour dessiner des toiles de fond incroyablement évocatrices pour les mondes que notre leader visite et voit, une recommandation instantané".
Écrivant pour Anime News Network, Georgia Blair a souligné l'animation et l'histoire de la série en notant qu'il s'agissait « d'un cadre bien pensé, de visuels fascinants et l'intrigue s'accumule au fur et à mesure que la série progresse".